# Porocephalus
Porocephalus is een geslacht van kreeftachtigen uit de klasse van de Ichthyostraca.

## Soorten
- Porocephalus basiliscus Riley & Self, 1979
- Porocephalus benoiti Fain, 1960
- Porocephalus bifurcatus
- Porocephalus clavatus (Wyman, 1845)
- Porocephalus crotali Humboldt, 1812
- Porocephalus dominicana Riley & Walters, 1980
- Porocephalus stilesi Sambon, in Vaney & Sambon, 1910
- Porocephalus subuliferum (Leuckart, 1860)
- Porocephalus taiwana Qiu, Ma, Fan & Lu, 2005
- Porocephalus tortugensis Riley & Self, 1979